# Arquebisbat de Marsella

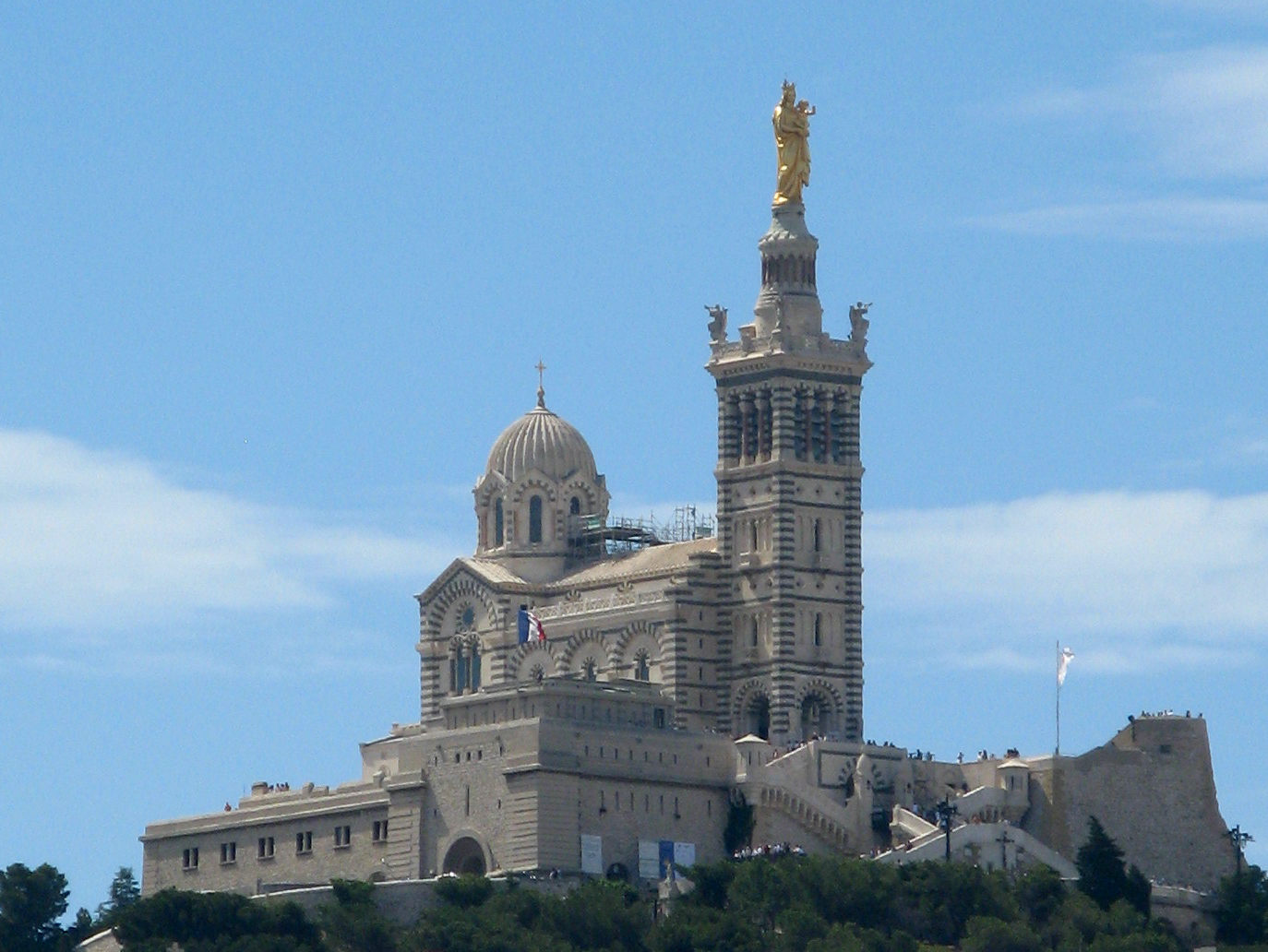
La basilica della Madonna della Guardia domina la città di Marsiglia

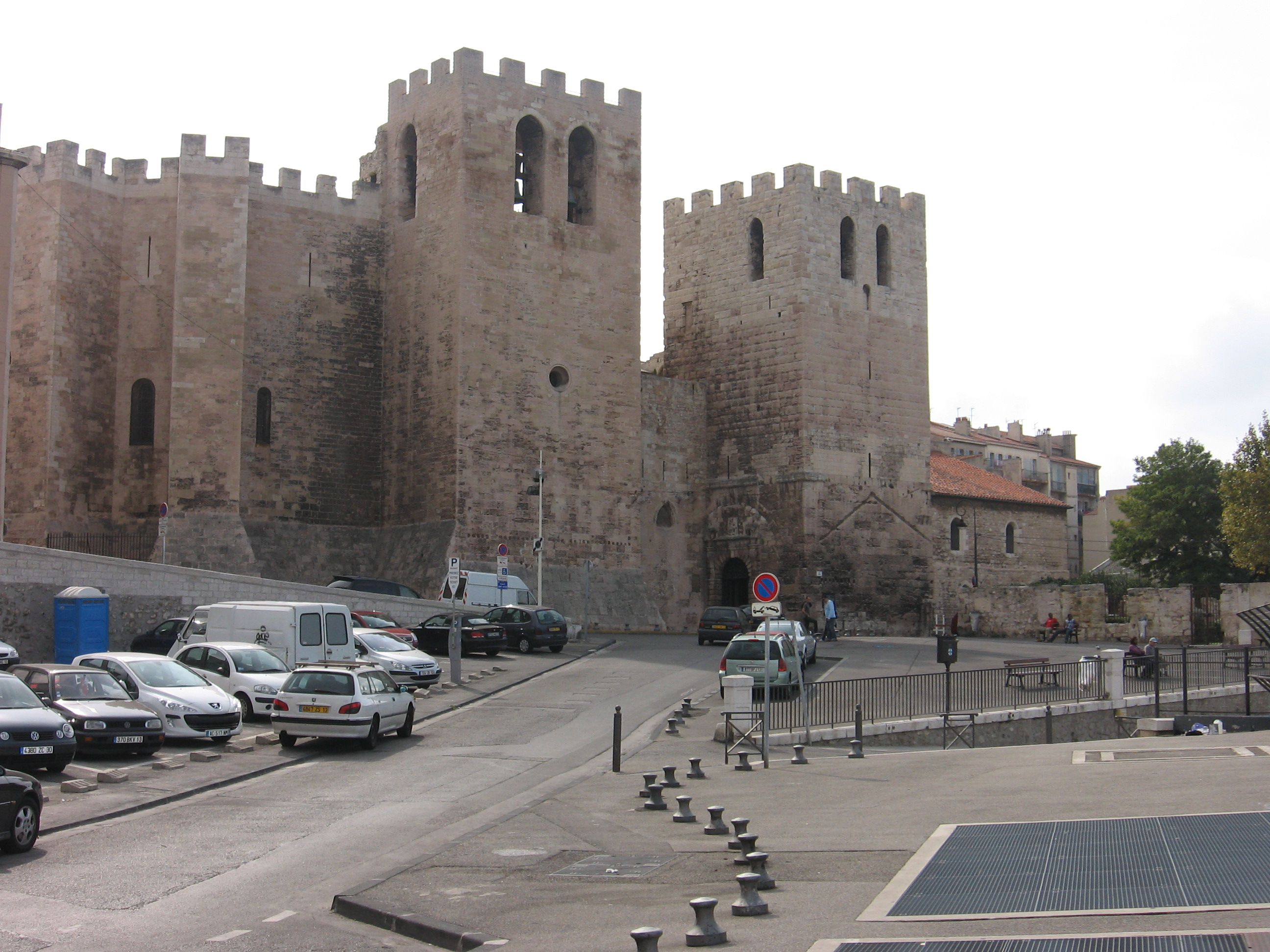
L'abbazia di San Vittore

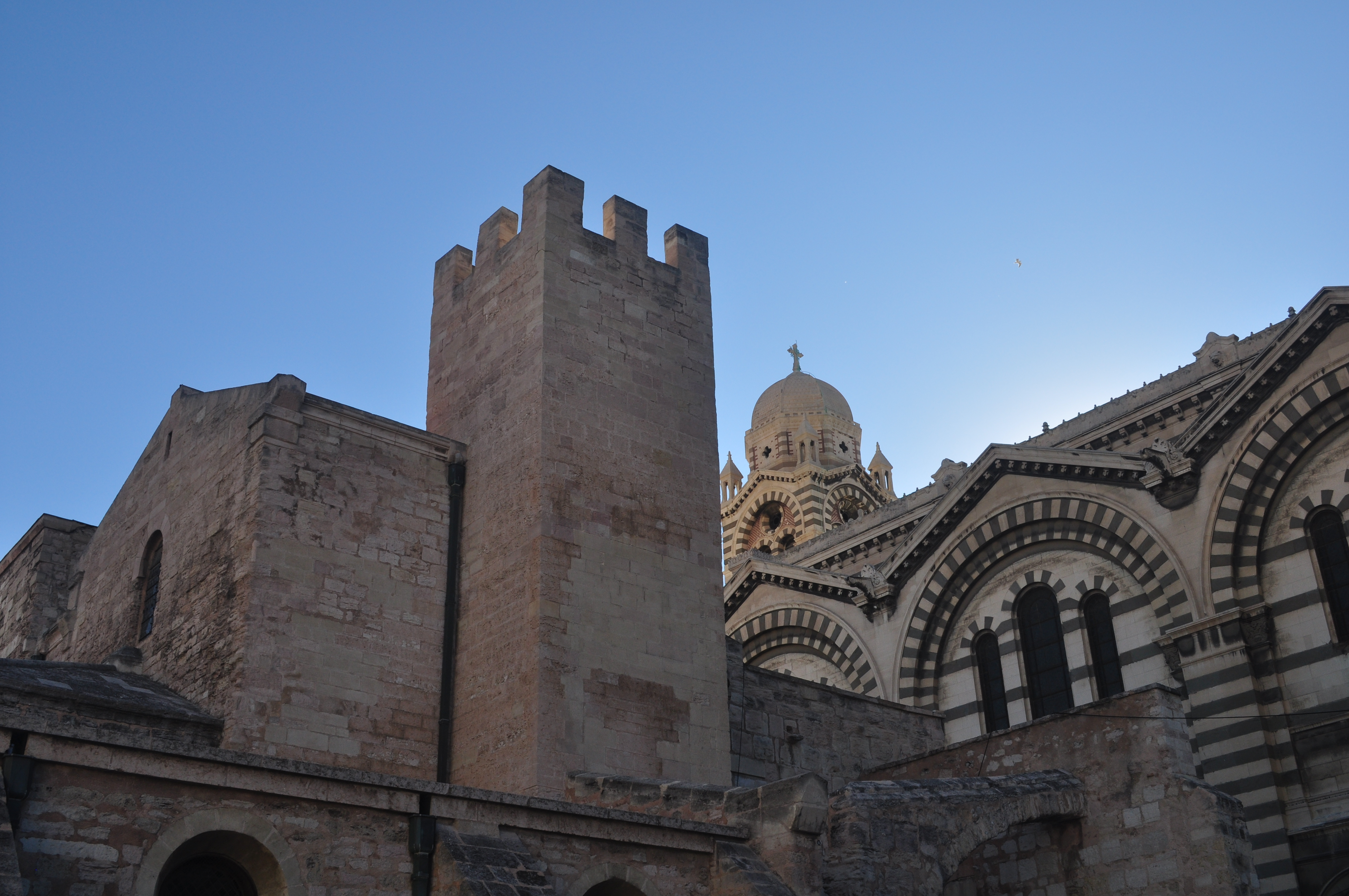
Resti del antica cattedrale di Marsiglia, chiamata église de la vieille Major

L'arquebisbat de Marsella (francès: Archidiocèse de Marseille; llatí: Archidioecesis Massiliensis) és una seu metropolitana de l'Església catòlica a França. L'any 2013 tenia 715.000 batejats sobre 1.048.521 habitants. Actualment està regida per l'arquebisbe Georges Paul Pontier.
Erigida, segons la tradició al segle i, és una de les diòcesis històriques de la Provença. Suprimida el 1801, va ser restablerta el 1822 i ocupa el districte de Marsella. Sufragània de l'arxidiòcesi d'Aix, va ser elevada al rang d'arxidiòcesi al 1948. L'any 2002 esdevingué seu metropolitana.

## Territori
L'arxidiòcesi comprèn el districte de Marsella, mentre que la resta del departament francès de la Bouches-du-Rhône pertany a l'Arquebisbat d'Ais de Provença. Limita al nord amb l'Arquebisbat d'Ais de Provença i, a l'est, amb el bisbat de Fréjus i Toulon.
La seu arxiepiscopal és la ciutat de Marsella, on es troba la catedral de Santa Maria la Major. Domina la ciutat la basílica de Notre-Dame de la Garde.
El territori s'estén sobre 650 km² i està dividit en 17 sectors i 122 parròquies.

### La província eclesiàstica
La província eclesiàstica de Marsella comprèn les següents diòcesis sufragànies:
- Ais de Provença
- Aiacciu
- Avinyó
- Digne
- Frejús i Toló
- Gap
- Niça

La província ocupa la regió de Provença – Alps – Costa Blava i l'illa de Còrsega.

## Història
La diòcesi va ser construït d'acord amb la tradició en el segle i. La fundació de la comunitat cristiana de Marsella, de fet, es remunta als temps apostòlics i estaria vinculada a l'apostolat de Sant Llàtzer, ressuscitat per Jesús d'acord amb la narració de l'evangelista Joan que hauria anat a Marsella amb Maria Magdalena i les seves germanes Marta i Maria. El primer bisbe del qual existeix la confirmació documental va ser Oresius, present al Concili d'Arle del 314. No obstant això la necròpoli de Sant Víctor conté les restes dels màrtirs de cites considerades dels anys 250. És en aquest lloc que es va fundar la Abadia de Sant Víctor .
La comunitat cristiana de Marsella recorda especialment els màrtirs de l'inici del segle iv, incloent Sant Víctor, sobre la tomba al segle v, Giovanni Cassiano erigí l'abadia de Sant Víctor, una de les més importants al sud-est de França .
El concili de Torí de 401 va confirmar el dret del bisbe Pròcul de consagrar bisbes d'algunes diòcesis que han gravitat tradicionalment al voltant de la seu marsellesa. En un moment en què encara no estaven clars i garantits els drets dels arquebisbes metropolitans, com va ser el cas a l'Orient, aquesta decisió de Torí van provocar la reacció de Patrocle d'Arles i d'altres metropolitans. La decisió del Papa Zòsim el 417 va donar la raó a Arles i, de fet, va sotmetre la diòcesi de Marsella a la província eclesiàstica arlesiana; i romandria així fins a la Revolució Francesa.
En 533 es va celebrar un concili a Marsella, on va ser jutjat i deposat Contumelioso, bisbe de Riez: és l'únic concili celebrat a Marsella, de tots els celebrats a l'antiga Gàl·lia.
Al segle xii es va reconstruir la catedral, avui anomenada église de la vieille Major, ja que va ser reemplaçada per la nova catedral, construïda entre el 1852 i 1893.
Per un indult del mes d'octubre de 1516, el Papa Lleó X estengué el Concordat de Bolonya a Provença.
El bisbe Toussaint de Forbin-Janson establí el seminari diocesà i les conférences ecclésiastiques, unes sessions d'actualització per als sacerdots de la diòcesi, en compliment de les decisions del Concili de Trento sobre la formació del clergat.
En vigílies de la Revolució Francesa, la diòcesi de Marsella comprenia vint-i-dues parròquies dites foranes, a saber: Allauch, Aubagne, Auriol, Le Beausset, La Cadière, Saint-Cannat, Cassis, Le Castellet, Ceyreste, La Ciotat, Cuges, Gémenos, Julians, Méounes, Nans, Les Pennes, Peïpin, Plan-d'Aups, Roquefort, Roquevaire, Signes i Saint-Zacharie.
En crear els departaments, les parròquies de la diòcesi de Marsella es dividiren entre els departaments de Bouches-du-Rhône i del Var.
La Constitució Civil del Clergat, decretat per l'Assemblea Nacional Constituent el 12 de juliol de 1790 i sancionat per Lluís XVI el 20 d'agost següent, eliminant la diòcesi de Marsella.
Després del concordat, mitjançant la butlla Qui Christi Domini del Papa Pius VII el 29 de novembre de 1801, es va suprimir la diòcesi de Marsella i el seu territori es va unir al de l'arquebisbat d'Ais.
Al juny de 1817 la Santa Seu i el Govern francès estipularen un nou concordat, que va ser seguit el 27 de juliol per la butlla Commissa divinitus, amb la qual el Papa restaurà la diòcesi de Marsella. No obstant això, atès que el concordat no va entrar en vigor perquè no va ser ratificat pel Parlament de París, aquesta erecció no va tenir cap efecte.
El 6 d'octubre de 1822 la diòcesi va ser finalment restaurada amb la butlla Paternae charitatis del mateix Papa Pius VII, com a sufragània de l'arxidiòcesi d'Aix.
Arran de la llei de separació de l'Església i l'Estat de 9 de desembre de 1905, que derogà el Concordat de 1801, la diòcesi de Marsella es convertí en una associació diocesana.
El 31 de gener de 1948, la diòcesi va ser elevada al rang de arxidiòcesi immediatament subjecta a la Santa Seu amb la butlla Inter conspicuas del Papa Pius XII.,
El 8 de desembre de 2002, amb la reorganització dels límits diocesans francesos, l'arxidiòcesi es convertí en seu metropolitana.

## Cronologia episcopal
- Oresio † (citat el 314)
- Procolo † (inicis del 381 - finals de 418)[6]
- Venerio † (inicis del 431 - finals de 452)
- Eustasio † (citat el 463/464)
- Greco † (citat el 475)
- Onorato I † (finals del segle v)[7]
- San Cannato † (finals del segle v])[8]
- Ausanio? † (citat el 533)
- Emeterio? † (citat el 554)[9]
- San Teodoro † (inicis del 566 aproximadament - finals de 591)
- San Sereno † (inicis del 596 - finals de 601)
- Pietro I † (citat el 614)[10]
- San Mauronto † (menzionato il 23 de febrer de 780)[11]
- Ivo † (menzionato il 12 de març de 781)[12]
- Wadaldo † (inicis del 814 - finals de 817 o 818)
- Teodeberto † (inicis del 822 - finals de 834 o l'841)[13]
- Alboino † (citat all'843 o 844)
- Gulfarico † (citat el 848 o 863)[14]
- Babone † (segona meitat del segle ix)[15]
- Leodoino † (inicis del 878 - finals de 879)
- Berengario † (inicis del 884 - finals de 886)
- Venatore † (finals del segle ix)
- Magno † (citat el 904)[16]
- Drogone † (inicis del 923 - finals de 924)
- Sant'Onorato II † (inicis del 948 - finals de 966)
- Pons I † (6 de març de 977 - 24 de setembre de 1008 renuncià)
- Pons II † (1008[17] - 16 de febrer de 1073 mort)
- Raimond I † (1074[18] - 7 de novembre de 1122 mort)
- Raimond II de Soliers † (inicis de l'1 de juliol de 1124 - 26 d'abril de 1151 mort)
- Pierre II † (13 de juny de 1152 - 2 d'abril de 1170 mort)
- Fouques de Thorame † (10 de setembre de 1170 - 31 de març de 1188 mort)
- Rainier † (1188[19] - 16 de març de 1214 mort)
- Pierre III de Montlaur † (inicis del 7 d'octubre de 1214 - 29 d'agost de 1229 mort)
- Benoît d'Alignan, O.S.B. † (1229 – finals de juliol de 1267 renuncià)
- Raimond de Nîmes † (23 de desembre de 1267 - 15 de juliol de 1288 mort)
- Durand de Trésémines † (17 d'abril de 1289 - 3 d'agost de 1312 mort)
- Raimond-Rogaudi † (1 de gener de 1313 - 12 de setembre de 1319 nomenat arquebisbe d'Embrun)
- Gaspert de La Val † (12 de setembre de 1319 - 26 d'agost de 1323 nomenat arquebisbe d'Arles)
- Aymard Amiel † (26 d'agost de 1323 - 23 de desembre de 1333 mort)
- Jean Artaudi, O.P. † (10 de gener de 1334 - finals de 7 de juliol de 1335 mort)
- Jean Gasqui † (13 d'octubre de 1335 - 10 de setembre de 1344 mort)
- Robert de Mandagot † (13 de setembre de 1344 - 1358 mort)
- Hugues d'Harpajon † (4 de febrer de 1359 - 31 de maig de 1361 mort)
  - Pierre Fabri † (inicis del 8 de juliol de 1361 - 1361 mort) (bisbe electe)[20]
- Guillaume de la Sudrie, O.P. † (27 d'agost de 1361 - 18 de setembre de 1366 renuncià)
  - Philippe de Cabassole † (23 de setembre de 1366 - 9 de desembre de 1368 renuncià) (administrador apostòlic)
- Guillaume de Lavoulte † (9 de desembre de 1368 - 1 de juny de 1379 nomenat bisbe de Valence e Die)
- Aymar de Lavoulte, O.S.B. † (1 de juny de 1379 - 28 d'abril de 1395 mort)
- Guillaume Letort † (25 d'octubre de 1396 - 5 de novembre de 1403 mort)
- Paul de Sade † (17 de desembre de 1404 - 28 de febrer de 1433 mort)
- André Boutaric † (30 de març de 1433 - 1433 mort)
- Barthélémy Roccalli, O.Carm. † (2 de setembre de 1433 – després del 27 d'abril de 1445 mort)
- Nicola de Brancas † (18 de juny de 1445 - 21 d'abril de 1466 mort)
- Jean Alardeau † (20 de juny de 1466 - 16 de novembre de 1496 renuncià)
- Ogier d'Anglure † (16 de novembre de 1496 - 27 d'abril de 1506 mort)
  - Jean de Cuers † (29 d'abril de 1506 - 14 de juliol de 1506 renuncià) (bisbe electe)
  - Pietro Bodoni † (1506 - 29 de juliol de 1506 nomenat bisbe de Terni) (bisbe electe)
- Antoine Dufour, O.P. † (21 d'agost de 1506 - juny de 1509 mort)
- Claudio di Seyssel † (3 de desembre de 1511[21] - 11 de maig de 1517 nomenat arquebisbe de Torí)
  - Innocenzo Cibo † (11 de maig de 1517 - 12 de gener de 1530 renuncià) (administrador apostòlic)
- Giovanni Battista Cibo † (12 de gener de 1530 - de març de 1550 mort)
- Cristoforo Guidalotti Ciocchi del Monte † (27 de juny de 1550 - 9 de març de 1556 nomenat bisbe de Cagli)
- Pierre Ragueneau † (9 de març de 1556 - 1572 renuncià)
- Frédéric Ragueneau † (30 de juliol de 1572 - 26 de setembre de 1603 mort)
- Jacques Turricella, O.F.M.Obs. † (19 de gener de 1605 - 19 de gener de 1618 mort)
- Arthur d'Épinay de Saint Luc † (28 de gener de 1619 - 1621 mort)
  - Nicolas Coëffeteau, O.P. † (22 d'agost de 1621 - 21 d'abril de 1623 mort) (no confirmat)
- François de Loménie, O.P. † (13 de maig de 1624 - 27 de febrer de 1639 mort)
- Eustache Gault, Orat. † (30 de gener de 1640 - 13 de març de 1640 mort)
- Jean-Baptiste Gault, Orat. † (14 de juliol de 1642 - 23 de maig de 1643 mort)
- Etienne de Puget † (18 d'abril de 1644 - 13 de gener de 1668 mort)
- Toussaint de Forbin-Janson † (9 de juliol de 1668 - 25 de setembre de 1679 nomenat bisbe de Beauvais)
- Jean-Baptiste d'Étampes de Valancay † (12 de gener de 1682 - 6 de gener de 1684 mort)
- Charles-Gaspard-Guillaume de Vintimille du Luc † (21 de gener de 1692[22] - 14 de maig de 1708 nomenat arquebisbe de Aix)
- Bernard de Foudenx de Castillon † (14 de maig de 1708 - 19 de gener de 1709 mort)
- Henri François-Xavier de Belsunce-Castelmoron † (19 de febrer de 1710 - 4 de juny de 1755 mort)
- Jean-Baptiste de Belloy-Morangle † (4 d'agost de 1755 - 21 de setembre de 1801 renuncià)
  - Seu suprimida (1801-1822)
- Fortuné-Charles de Mazenod † (16 de maig de 1823 - 29 d'abril de 1837 jubilat)
- Sant'Eugène-Charles-Joseph de Mazenod, O.M.I. † (2 d'octubre de 1837 - 21 de maig de 1861 mort)
- Patrice-François-Marie Cruice † (21 de juliol de 1861 - 1 de setembre de 1865 renuncià)
- Charles-Philippe Place † (22 de juny de 1866 - 15 de juliol de 1878 nomenat arquebisbe de Rennes)
- Joseph-Jean-Louis Robert † (15 de juliol de 1878 - 19 de novembre de 1900 mort)
- Pierre-Paulin Andrieu † (18 d'abril de 1901 - 2 de gener de 1909 nomenat arquebisbe de Bordeus)
- Joseph-Marie Fabre † (29 d'abril de 1909 - 9 de gener de 1923 mort)
- Daniel Champavier † (19 de gener de 1923 - 2 de febrer de 1928 mort)
- Maurice-Louis Dubourg † (17 de desembre de 1928 - 9 de desembre de 1936 nomenat arquebisbe de Besançon)
- Jean Delay † (14 d'agost de 1937 - 5 de setembre de 1956 jubilat)
- Marc-Armand Lallier † (28 de setembre de 1956 - 26 d'agost de 1966 nomenat arquebisbe de Besançon)
- Georges Jacquot † (1 de novembre de 1966 - 25 de setembre de 1970 mort)
- Roger Etchegaray (22 de desembre de 1970 - 13 d'abril de 1985 renuncià)
- Robert-Joseph Coffy † (13 d'abril de 1985 - 22 d'abril de 1995 jubilat)
- Bernard Louis Auguste Paul Panafieu (22 d'abril de 1995 - 12 de maig de 2006 jubilat)
- Georges Paul Pontier (12 de maig de 2006 - 8 d'agost de 2019 jubilat)
- Jean-Marc Aveline, des del 8 d'agost de 2019

## Parròquies
La diòcesi està constituïda de 116 parròquies, repartides en 17 sectors:
- Les Aygalades
  - Notre-Dame-Limite
  - Saint-Antoine
  - Les Aygalades
  - Saint-Joseph extra muros
  - Sainte-Marthe
- Basilique
- Cinq-Avenues-Blancarde
- Garlaban
- Huveaune
- Jarret
- La Ciotat
- Littoral
- Mempenti-la Plaine
- Mission étrangère (misses en castellà i en filipí a l'església del Cor Immaculat de Maria, missió italiana a Le Canet)
- Notre-Dame du Château
- Parròquies de ritu oriental (ritus armeni, grec-melquita, caldeu i maronita)
- Plateau
- Prado-Paradis-Corniche
- Saint-Lazare-Plombières
- Sud
- Vieux-Port

## Catedrals i basíliques menors
La catedral de Santa Maria la Major a Marsella, dedicada a Santa Maria, és l'església catedral de l'arxidiòcesi i des del 24 de gener de 1896 és una basílica menor.
Les altres tres basíliques menors de l'arxidiòcesi són:
- Nostra Senyora (Notre Dame) de la Garde, dedicada a Santa Maria, és una basílica menor des del 10 de juny de 1879;[24]
- El Sagrat Cor, és una església parroquial i des del 17 de setembre de 1997 és una basílica menor;[25]
- La Sant Victor, és una església parroquial i des del 25 de juliol de 1934 una basílica menor.[26]

## Estadístiques
A finals del 2013, la diòcesi tenia 715.000 batejats sobre una població de 1.048.521 persones, equivalent al 68,2% del total.
| any  | població | població  | població | sacerdots | sacerdots       | sacerdots       | sacerdots             | diaques | religiosos | religiosos | parròquies |
| ---- | -------- | --------- | -------- | --------- | --------------- | --------------- | --------------------- | ------- | ---------- | ---------- | ---------- |
| any  | batejats | total     | %        | total     | clergat secular | clergat regular | batejats por sacerdot | diaques | homes      | dones      |            |
| 1950 | ?        | 900.000   | ?        | 541       | 321             | 220             | ?                     |         | 300        | 1.275      | 110        |
| 1970 | 900.000  | 1.000.000 | 90,0     | 314       | 314             |                 | 2.866                 |         |            | 1.300      | 123        |
| 1980 | 709.000  | 1.052.000 | 67,4     | 562       | 296             | 266             | 1.261                 | 3       | 319        | 1.450      | 124        |
| 1990 | 679.000  | 1.015.000 | 66,9     | 415       | 240             | 175             | 1.636                 | 10      | 249        | 1.052      | 124        |
| 1999 | 669.000  | 1.000.000 | 66,9     | 341       | 191             | 150             | 1.961                 | 15      | 209        | 781        | 122        |
| 2000 | 661.000  | 988.723   | 66,9     | 322       | 172             | 150             | 2.052                 | 19      | 209        | 778        | 122        |
| 2001 | 650.000  | 988.725   | 65,7     | 323       | 173             | 150             | 2.012                 | 21      | 209        | 776        | 122        |
| 2002 | 650.000  | 988.723   | 65,7     | 321       | 173             | 148             | 2.024                 | 20      | 206        | 745        | 122        |
| 2003 | 650.000  | 988.723   | 65,7     | 319       | 171             | 148             | 2.037                 | 19      | 177        | 602        | 122        |
| 2004 | 700.000  | 988.723   | 70,8     | 313       | 165             | 148             | 2.236                 | 21      | 183        | 599        | 122        |
| 2013 | 715.000  | 1.048.521 | 68,2     | 244       | 154             | 90              | 2.930                 | 26      | 111        | 428        | 122        |